# Metsäkoulun säästömetsä
Metsäkoulun säästömetsä este o arie protejată (arie specială de conservare — SAC, sit de importanță comunitară — SCI) din Finlanda întinsă pe o suprafață de 22 ha, integral pe uscat.

## Localizare
Centrul sitului Metsäkoulun säästömetsä este situat la coordonatele 60°45′13″N 26°59′32″E / 60.7536°N 26.9922°E.

## Înființare
Situl Metsäkoulun säästömetsä a fost declarat sit de importanță comunitară în mai 2002 pentru a proteja un număr necunoscut de specii din flora spontană și fauna sălbatică aflate în arealul zonei. Situl a fost protejat și ca arie specială de conservare în aprilie 2015.

## Biodiversitate
Situată în ecoregiunea boreală, aria protejată conține 1 habitat natural: Taiga vestică.
La baza desemnării sitului se află un număr nedeclarat de specii protejate.
Pe lângă speciile protejate, pe teritoriul sitului au mai fost identificate 39 de specii de păsări, 1 specie de pești.